# Hippocrepis liouvillei
Hippocrepis liouvillei är en ärtväxtart som beskrevs av René Charles Maire. Hippocrepis liouvillei ingår i släktet hästskoklövrar, och familjen ärtväxter.

## Underarter
Arten delas in i följande underarter:
- H. l. acutiflora
- H. l. liouvillei